# هجوم كركوك الخاطف
في 21 أكتوبر/تشرين الأول 2016، شنّ مقاتلو داعش ، في الساعات الأولى من فجر يوم الجمعة، هجومًا مضادًا على غرار "الحرب الخاطفة" على مدنية كركوك ، وهي مدينة غنية بالنفط تقع في وسط شمال العراق . وجاء هذا الهجوم ردًا على شنّ القوات العراقية ( اللواء الذهبي ، وقوات الحشد الشعبي ، وفصائل أخرى تابعة لها) وقوات التحالف الدولي هجومًا جويًا وبريًا واسع النطاق على معقل داعش في الموصل ، بجيش قوامه أكثر من 100 ألف جندي.
نفّذ الهجوم 86 مقاتلاً من تنظيم الدولة الإسلامية (داعش)، كانوا يخططون له منذ عددة أيام. و قداختيرت أهداف الهجمات بعناية فائقة لأهميتها الاستراتيجية. وشملت الأهداف مباني ومكاتب حكومية، ومحطة كهرباء، ومراكز شرطة، ونقاط تفتيش عسكرية. ومع إخلاء الشرطة الكردية المدينة بأكملها بعد انتشار خبر الهجوم، عاد المقاتلون الجهاديون بنهاية اليوم وغادروا كركوك. وبعد ذلك بوقت قصير، فُرض حظر تجول فوري في جميع أنحاء المدينة، وتمّ استدعاء الغارات الجوية.
ولم تعد الشرطة والقوات المسلحة إلا بعد أن هدأ الوضع بعد حوالي يوم واحد وبدأت عمليات التمشيط والتطهير.

## خسائر
أدى هجوم تنظيم الدولة الإسلامية هذاعلى مدينة كركوك إلى مقتل 18 من أفراد قوات الأمن و عمال في محطة كهرباء خارج المدينة، بينهم إيرانيان،و هذا وفقًا لمستشفى محلي. وخسر التنظيم ثمانية مقاتلين (إما من قتلى كتائب شهداء الأقصى أو فجّروا أنفسهم). كما أسر المقاتلون ضابط شرطة كردي.   